# Bjelajce
Bjelajce (szerbül: Бјелајце) falu Bosznia-Hercegovinában, Bosanska krajina területén, a Szerb Köztársaságban, Mrkonjić Grad községben.

## Fekvése
Bosznia-Hercegovina közép-nyugati részén, Banja Lukától légvonalban 39, közúton 52 km-re délre, községközpontjától légvonalban 5 km-re, közúton 7 km-re északkeletre található. Áthalad rajta a Mrkonjić Gradot Banja Lukával összekötő főút.

## Népessége
| Nemzetiségi csoport | Népesség 1991 | Népesség 2013 |
| ------------------- | ------------- | ------------- |
| Szerb               | 753           | 689           |
| Bosnyák             | 127           | 9             |
| Horvát              | 83            | 5             |
| Jugoszláv           | 9             | 0             |
| Egyéb               | 8             | 2             |
| Összesen            | 980           | 705           |

## Története
A település területe az ókortól fogva lakott. A római kor előtti időkben, amikor ezt a területet a maezei illír törzs lakta, egy epichoria település alakult ki, amely valószínűleg egy ősi városi jellegű település (civitas Maezeiorum) központja volt. A római korban Donji Poljén volt egy római útiállomás és egy önkormányzati jellegű város, valamint egy fontos kereszteződés a Salona-Servitium (Bosanska Gradiška) úton. Ez Leusaba, egy közúti állomás és az a hely, ahol a két útvonal ismét találkozott, miután Prologban, a Livanja mezőn elváltak. A Donje Poljén előkerült épületmaradványok itteni római településre utalnak. 
A területén máig fennmaradt késő középkori sírkövek a település középkori életéről tanúskodnak. Ezek a sírkövek a kereszténység főáramlatának behódolni nem akaró, eredetileg Boszniában élő bogumilok díszesen faragott középkori sírkövei voltak. A legrégebbi ilyen sírkövek a 12. század második feléből származnak, de csak a 14-15. században terjedtek el Bosznia-Hercegovina, Szerbia, Horvátország és Montenegró területén.
A Banja Luka és Mrkonjić Grad közötti hegyvidék a középkori zemljaniki plébániához tartozott. Ez Zmijanjének nevezett vidék a Jajcától északra fekvő Orbász völgye várainak elesésével 1527-1528-ban került oszmán uralom alá. Az oszmán uralom első éveiben a Zmijanje náhije magába foglalta az Orbász (Vrbas) és a Szana folyók közötti teljes területet, valamint délen a Mrkonjić Grad feletti Kozare, Dimitor és Lisina hegységeket. Kicsit később a Trijebovói náhije, mely Mrkonjić Grad környékén feküdt, levált róla.
A település 1878-ig tartozott az Oszmán Birodalomhoz, majd az Osztrák-Magyar Monarchia része lett. 1879-ben az első osztrák-magyar népszámlálás során 165 házzal, 1060 ortodox és 62 katolikus lakossal Bjelajce önálló község volt. Bjelajcén kívül Ključko Polje, Kopljevići, Kotor, Magaldol, Osoje és Polje Gornje települések tartoztak hopzzá. 1910-ben a községben 281 házat 1405 ortodox szerb, 232 muszlim és 127 katolikus lakost számláltak. A monarchia szétesésével 1918-ben előbb a Szerb-Horvát-Szlovén Királyság, majd 1929-től a Jugoszláv Királyság része. Jugoszlávia megszállása után a falu a Független Horvát Állam (NDH) része lett. 1921-ben a településen 273 házat és 721 lakost számláltak. 1945-től a szocialista Jugoszlávia része volt.

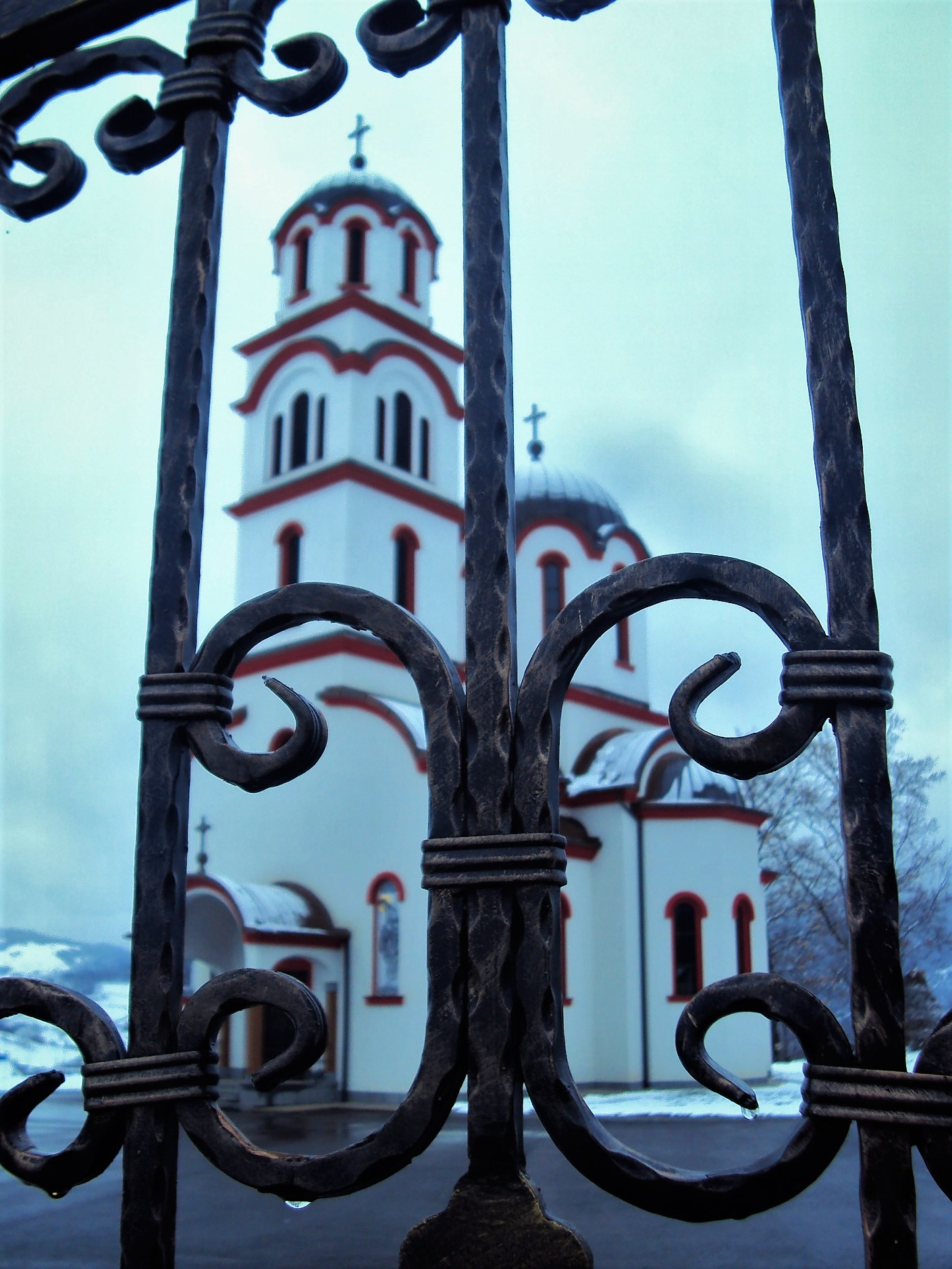
Az ortodox templom

A településen az 1991-es népszámlálás adatai szerint 980-an éltek. A település 1995 szeptemberéig a boszniai szerb katonai egységek (VRS) ellenőrzése alatt állt. A boszniai háborút lezáró daytoni békeszerződés rendelkezése alapján az ország területét felosztották a Bosznia-hercegovinai Föderáció és a boszniai Szerb Köztársaság között. Ennek során a település a Boszniai Szerb Köztársasághoz és Mrkonjić Grad községhez került.

## Oktatás
„Branko Ćopić” Általános Iskola

## Nevezetességei
- Urunk mennybemenetele tiszteletére szentelt ortodox temploma.

- Donje Polje – római település maradványai. A lelőhelyen az épület maradványok mellett egy hatsoros feliratot tartalmazó sírkő töredéke is előkerült. A település korát a szakemberek a 2. századra tették.[5]

- Čegeljak – középkori sírkő. Ezen a helyen ez az egyetlen, amely az itteni temetőből megmaradt, a többi megsemmisült.[5] A lelőhely egy kis dombon, egy magányos fa alatt, a Ćurum-hegy lábánál található.

- Čurum lovrića – késő középkori temető maradványai 15 db fennmaradt stećak sírkővel.[5]

- Dvorine – a Vodenica településrészen nagy méretű középkori temető maradványai 64 db, nyugat-keleti tájolású fenmmaradt stećak sírkővel.[5]

- Luke, Donje polje – római település és középkori temető maradványai. A római település felszíni nyomait csak a régi helybeliek látták, mert azok a szántás következtében eltűntek. Ugyanitt középkori temető sírkövei is láthatók, melyek közül néhány felirattal is rendelkezik.[5]